# Batalla de Ixmiquilpan
La batalla de Ixmiquilpan fue un hecho de armas ocurrido el 25 de septiembre de 1866 durante la Segunda intervención francesa en México, entre 450 soldados de la Legión belga y 800 republicanos, principalmente compuesto de municipales debido al estado de sitio y sin otros recursos más que el pillaje, terminando la batalla con la victoria de estos últimos. 

## Antecedentes

### La legión de voluntarios belgas
Con el anuncio de la retirada de las tropas francesas por parte de Napoleón III hubo varios movimientos por parte de las tropas imperiales, el 26 de julio de 1866, se recibieron órdenes de regresar a la Ciudad de México. Van der Smissen y su tropa marcharon por Querétaro y llegaron a Tula el 24 de septiembre de 1866. Ahí, Van der Smissen recibe la noticia de que la plaza de Ixmiquilpan había caído en manos republicanas, por lo que decidió acudir con sus mejores tropas y viajar a Ixmiquilpan de noche.

### Los republicanos
El general Joaquín Roberto Martínez se había apoderado de la plaza de Ixmiquilpan, arrebatándosela a los franceses (se cree que fue por medio de negociaciones pues no se presentó ningún combate) quien recibe al coronel Manuel de la Peña y Ramírez y se informan del estado de sitio en el que se encontraban. Según fuentes belgas los republicanos contaban con 800 hombres y dos cañones.

## La batalla
A las ocho de la mañana llega la compañía de Van der Smissen a Ixmiquilpan. El pueblo estaba fuertemente protegido por barricadas sumando las dos piezas de artillería. Al momento de la primera oleada belga que consigue penetrar hasta la plaza protegidos por unos carros. El coronel de la Peña y Ramírez estaba en casa de los Sres. Martínez, sale de la casa para montar a su caballo y, saliendo por en medio del enemigo, llega a las casas consistoriales, donde se encontraba ya el general Martínez. Dejando ese punto a cargo de Martínez decide ponerse al frente de la caballería. 
Según los relatos de Noirsain, Van der Smissen y Loiseau el fuego republicano estaba fuertemente nutrido, incluso se observó a todo del pueblo combatir a lado de los republicanos. Al ver la imposibilidad de derrotar a los republicanos decide tocar retirada y regresar a Tula en gran desorden. Al tener de la Peña y Ramírez excelentes posiciones ganadas con valor y disposiciones de los jefes, persigue a los belgas hasta la hacienda de Tlahuelilpan finalizando con la victoria.

## Después de la batalla

### Los republicanos
Al retirarse los belgas a Tulancingo quedó El Mezquital en poder de los republicanos, lo que hizo que dirigiesen todas sus operaciones sobre Pachuca que estaba en poder de los austríacos.

### La legión de voluntarios belga
Esta fue la última batalla de importancia para la legión belga. Van der Smissen intenta tener una audiencia con Maximiliano sin éxito alguno, en su lugar recibe órdenes de Bazaine de reemplazar la guarnición del coronel Polak, llega el 13 de noviembre de 1866. El 6 de diciembre de 1866, un decreto imperial disuelve las tropas extranjeras en el servicio de Maximiliano, cuyo gobierno está sin dinero, y no podía conseguir financiación.